# Gornja Greda
 Gornja Greda  falu Horvátországban Zágráb megyében. Közigazgatásilag Brckovljanihoz tartozik.

## Fekvése
Zágrábtól 26 km-re keletre, községközpontjától 3 km-re délkeletre, a megye keleti részén fekszik.

## Története
Greda az 1591-es török pusztítás utáni újonnan telepített falvak közé tartozik. A település 1670-ben bukkan fel a történeti forrásokban, amikor a bozsjákói uradalom részeként a Zrínyiek birtoka volt. 1671-ben hűtlenség címén a kincstáré lett, majd 1686-ban I. Lipót király Draskovich Jánosnak adta el és ezután 197 évig a Draskovichok birtoka maradt. Az első adóösszeírás 1691-ben történt a településen.
A falunak 1857-ben 87, 1910-ben 123 lakosa volt. Trianonig Zágráb vármegye Dugoseloi járásához tartozott.  2001-ben 586  lakosa volt.

## Lakosság
| Lakosság változása | Lakosság változása | Lakosság változása | Lakosság változása | Lakosság változása | Lakosság változása | Lakosság változása | Lakosság változása | Lakosság változása | Lakosság változása | Lakosság változása | Lakosság változása | Lakosság változása | Lakosság változása | Lakosság változása |
| ------------------ | ------------------ | ------------------ | ------------------ | ------------------ | ------------------ | ------------------ | ------------------ | ------------------ | ------------------ | ------------------ | ------------------ | ------------------ | ------------------ | ------------------ |
| 1857               | 1869               | 1880               | 1890               | 1900               | 1910               | 1921               | 1931               | 1948               | 1953               | 1961               | 1971               | 1981               | 1991               | 2001               |
| 87                 | 85                 | 114                | 139                | 118                | 123                | 120                | 123                | 108                | 116                | 202                | 272                | 268                | 321                | 586                |

## Külső hivatkozások
- Brckovljani község hivatalos oldala